# Giải quần vợt Hàn Quốc Mở rộng 2022
Giải quần vợt Hàn Quốc Mở rộng 2022 (còn được biết đến với Eugene Korea Open Tennis Championships 2022 ở giải đấu nam và Hana Bank Korea Open 2022 ở giải đấu nữ vì lý do tài trợ) là một giải quần vợt ATP Tour và WTA Tour tennis diễn ra tại Olympic Park Tennis Center ở Seoul, Hàn Quốc trên mặt sân cứng ngoài trời từ ngày 19 đến ngày 25 tháng 9 năm 2022 ở giải đấu nữ và từ ngày 26 tháng 9 đến ngày 2 tháng 10 năm 2022 ở giải đấu nam. Đây là lần thứ 18 (nữ) và lần thứ 1 (nam) kể từ năm 1996 giải đấu được tổ chức. Giải đấu là một phần của WTA 250 trong WTA Tour 2022 (sau khi là một giải đấu cấp độ WTA 125 vào năm 2021), và ATP Tour 250 trong ATP Tour 2022 sau khi các giải quần vợt ở Trung Quốc bị hủy vì đại dịch COVID-19.

## Nội dung đơn ATP

### Hạt giống
| Quốc gia | Tay vợt           | Xếp hạng | Hạt giống |
| -------- | ----------------- | -------- | --------- |
| NOR      | Casper Ruud       | 2        | 1         |
| GBR      | Cameron Norrie    | 8        | 2         |
| USA      | Taylor Fritz      | 12       | 3         |
| CAN      | Denis Shapovalov  | 24       | 4         |
| GBR      | Dan Evans         | 25       | 5         |
| CRO      | Borna Ćorić       | 26       | 6         |
| SRB      | Miomir Kecmanović | 33       | 7         |
| USA      | Jenson Brooksby   | 50       | 8         |

- Bảng xếp hạng vào ngày 19 tháng 9 năm 2022.

### Vận động viên khác
Đặc cách:
- Hong Seong-chan
- Nam Ji-sung
- Kaichi Uchida

Vượt qua vòng loại:
- Chung Yun-seong
- Nicolás Jarry
- Yosuke Watanuki
- Wu Tung-lin

Thua cuộc may mắn:
- Aleksandar Kovacevic
- Shintaro Mochizuki
- Hiroki Moriya
- Ryan Peniston

### Rút lui
Trước giải đấu
- Borna Ćorić → thay thế bởi  Hiroki Moriya
- Taylor Fritz → thay thế bởi  Shintaro Mochizuki
- Cristian Garín → thay thế bởi  Emilio Gómez
- Marcos Giron → thay thế bởi  Ryan Peniston
- Brandon Nakashima → thay thế bởi  Aleksandar Kovacevic
- Frances Tiafoe → thay thế bởi  Tseng Chun-hsin
- Jiří Veselý → thay thế bởi  Taro Daniel
- Alexander Zverev → thay thế bởi  Radu Albot

## Nội dung đôi ATP

### Hạt giống
| Quốc gia | Tay vợt            | Quốc gia | Tay vợt                   | Xếp hạng1 | Hạt giống |
| -------- | ------------------ | -------- | ------------------------- | --------- | --------- |
| RSA      | Raven Klaasen      | USA      | Nathaniel Lammons         | 139       | 1         |
| COL      | Nicolás Barrientos | MEX      | Miguel Ángel Reyes-Varela | 144       | 2         |
| ECU      | Diego Hidalgo      | COL      | Cristian Rodríguez        | 149       | 3         |
| SWE      | André Göransson    | JPN      | Ben McLachlan             | 151       | 4         |

- Bảng xếp hạng vào ngày 19 tháng 9 năm 2022

### Vận động viên khác
Đặc cách:
- Chung Hyeon /  Kwon Soon-woo
- Nam Ji-sung /  Song Min-kyu

Thay thế:
- Bản mẫu:Country data MLD Radu Albot /  Tseng Chun-hsin

### Rút lui
- Matthew Ebden /  John Peers → thay thế bởi  Miomir Kecmanović /  John Peers
- Marcos Giron /  Mackenzie McDonald → thay thế bởi Bản mẫu:Country data MLD Radu Albot /  Tseng Chun-hsin

## Nội dung đơn WTA

### Hạt giống
| Quốc gia | Tay vợt               | Xếp hạng | Hạt giống |
| -------- | --------------------- | -------- | --------- |
| LAT      | Jeļena Ostapenko      | 15       | 1         |
|          | Ekaterina Alexandrova | 24       | 2         |
| POL      | Magda Linette         | 67       | 3         |
| CHN      | Zhu Lin               | 69       | 4         |
|          | Varvara Gracheva      | 80       | 5         |
| GBR      | Emma Raducanu         | 83       | 6         |
| GER      | Tatjana Maria         | 84       | 7         |
| CAN      | Rebecca Marino        | 90       | 8         |

- Bảng xếp hạng vào ngày 12 tháng 9 năm 2022.

### Vận động viên khác
Đặc cách:
- Jeong Bo-young
- Han Na-lae
- Park So-hyun

Bảo toàn thứ hạng:
- Kimberly Birrell
- Eugenie Bouchard
- Yanina Wickmayer

Vượt qua vòng loại:
- Back Da-yeon
- Lizette Cabrera
- Jana Fett
- Ankita Raina
- Astra Sharma
- Lulu Sun

Thua cuộc may mắn:
- Victoria Jiménez Kasintseva

### Rút lui
Trước giải đấu
- Katie Boulter → thay thế bởi  Anna Blinkova
- Aleksandra Krunić → thay thế bởi  Priscilla Hon
- Evgeniya Rodina → thay thế bởi  Yanina Wickmayer
- Katie Swan → thay thế bởi  Victoria Jiménez Kasintseva

## Nội dung đôi WTA

### Hạt giống
| Quốc gia | Tay vợt               | Quốc gia | Tay vợt            | Xếp hạng1 | Hạt giống |
| -------- | --------------------- | -------- | ------------------ | --------- | --------- |
| USA      | Asia Muhammad         | USA      | Sabrina Santamaria | 114       | 1         |
| USA      | Kaitlyn Christian     |          | Lidziya Marozava   | 119       | 2         |
|          | Ekaterina Alexandrova |          | Yana Sizikova      | 137       | 3         |
| GEO      | Oksana Kalashnikova   | UKR      | Nadiia Kichenok    | 174       | 4         |

- 1 Bảng xếp hạng vào ngày 12 tháng 9 năm 2022.

### Vận động viên khác
Đặc cách:
- Choi Ji-hee /  Park So-hyun
- Kim Da-bin /  Ku Yeon-woo

## Nhà vô địch

### Đơn nam
- Yoshihito Nishioka đánh bại  Denis Shapovalov 6–4, 7–6(7–5)

### Đơn nữ
- Ekaterina Alexandrova đánh bại  Jeļena Ostapenko 7–6(7–4), 6–0

### Đôi nam
- Raven Klaasen /  Nathaniel Lammons đánh bại  Nicolás Barrientos /  Miguel Ángel Reyes-Varela 6–1, 7–5

### Đôi nữ
- Kristina Mladenovic /  Yanina Wickmayer đánh bại  Asia Muhammad /  Sabrina Santamaria 6–3, 6–2